# Хойнацкая, Анна Сергеевна
Анна Сергеевна Хойнацкая (3 февраля 1987) — российская футболистка, полузащитница, игрок в мини-футбол и футзал. Мастер спорта России международного класса по футзалу.

## Биография
Воспитанница футбольной школы «Чертаново». Выступала за юниорскую сборную Москвы, победительница Спартакиады учащихся России. С 2003 года включалась в заявку основного состава «Чертаново» в высшей лиге, также играла за «Чертаново-2» во второй и первой лигах, была победительницей турнира второй лиги.
В 2008 году играла за «Энергия» (Воронеж), однако в том сезоне команда была безнадёжным аутсайдером высшей лиги. В 2009—2011 годах играла за «ЦСП Измайлово», в его составе приняла участие в 21 матче высшей лиги, в большинстве из них выходила на замену.
В 2011 году прекратила профессиональную карьеру в большом футболе. Несколько лет играла в любительских командах первого и второго дивизионов России, в том числе за московские «Юность Москвы», «Спартак-2 (Москва)», «Царицыно», «Вулкан».
Выступала в мини-футболе за команду «Задорные-ВТБ», с которой стала победительницей Кубка Европы по футзалу. Также играла за «Метеор» (Балашиха). Серебряный призёр чемпионата мира по футболу 7х7 2019 года в составе сборной России.
Окончила Московский институт физической культуры и спорта (2009). С 2013 года работала тренером в «Спартаке-2», СШОР № 46 г. Москвы, «Царицыно».
В 2023 году в составе можайского «Багратиона» заняла 6 место в Первой лиге 2023.